# Marzotto
Il gruppo Marzotto S.p.A. è una fabbrica tessile italiana, con sede a Valdagno, in provincia di Vicenza. Oggi il gruppo Marzotto rappresenta il primo gruppo industriale tessile italiano per fatturato, dipendenti ed espansione internazionale.

## Storia

Vecchio logo del gruppo Marzotto

È stata creata nel 1836 come Lanificio Luigi Marzotto & Figli da Luigi Marzotto (1773-1869) (vedi famiglia Marzotto). Incominciò come piccola attività a conduzione familiare, con 12 operai, affiancata da un mulino per la macinatura del gesso che per una cinquantina d'anni fu la produzione principale. Nel 1842 la direzione viene assunta dal figlio Gaetano Marzotto Sr (1820-1910), sotto la sua gestione la produzione della fabbrica cresce, nel 1869 si impiantano innovative turbine e nel 1876 il numero degli operai è salito a 400, nel 1879 si aggiunge una filatura a Maglio di Sopra. Al principio del Novecento due stabilimenti alimentati dall'impianto idroelettrico costruito presso Recoaro occupano 1700 dipendenti.
Nel 1908 vennero inaugurati nuovi stabilimenti presso Manerbio (Bs) che contribuirono a incrementare notevolmente la produzione dell'industria e il suo personale addetto. Nel 1910, alla morte di Gaetano, subentra il figlio Vittorio Emanuele (1858-1922) con spirito innovativo attraverso la meccanizzazione e la razionalizzazione del lavoro trasforma la Marzotto in una grande industria che serve il territorio nazionale ed estero. Dopo l'assassinio di Vittorio Emanuele, il figlio Gaetano (1894-1972) comprò le varie parti della fabbrica dai parenti, in modo da evitare divisioni. L'azienda, che aveva 1200 dipendenti, venne rinnovata sia nei macchinari sia negli edifici, secondo i sistemi fordiani. Il rispetto rigoroso degli orari e la razionalizzazione del lavoro gli permisero di arrivare nel 1931 ad avere 3500 dipendenti, raddoppiando la produzione dei tessuti e quadruplicando quella dei filati.
Con l'industria cresce il paese di Valdagno, con l'edificazione della Città sociale da parte di Gaetano Marzotto Jr (figlio di Vittorio Emanuele) dove una precisa organizzazione all'estrema avanguardia considerati i tempi, forniva le case agli operai, le ville ai dirigenti e una serie di servizi per i lavoratori e le loro famiglie. Il villaggio operaio, cresciuto ai piedi del vecchio paese di Valdagno era dotato di: asilo, scuole, ospedale, casa dei balilla, casa di riposo, panificio e fattoria modello. Per lo svago vi era il dopolavoro e il teatro, per i piccoli la colonia estiva sulle Dolomiti e a Jesolo, per gli adulti l'albergo sul monte Albieri. Anche a Manerbio venne a realizzarsi la Città sociale (nel 1939) e il dopolavoro con cinema e piscine, oltre che un asilo, un albergo, numerosi appartamenti, ville e un parco pubblico. La realtà "Marzotto" venne così a radicarsi profondamente in questa cittadina.
Nel 1982 la guida del gruppo viene assunta da Pietro Marzotto che, negli anni ottanta, attua una politica di acquisizioni. Nel 1985 viene acquisito il Gruppo Bassetti, nel 1987 la Lanerossi, nel 1991 Hugo Boss in Germania, il Lanificio Guabello e il lanificio Novà Molisana di Brno, nel 2002 viene acquistata la Valentino S.p.A..
Nel 2005 il gruppo subisce uno scorporo, vengono separate le attività del settore tessile che confluiscono in Marzotto S.p.A da quelle dell'abbigliamento che costituiscono la Valentino Fashion Group. Nel 2006 cambio al vertice del gruppo: lascia l'incarico di amministratore delegato e direttore generale Stefano Sassi, al suo posto subentra Sergio Tamborini.
Il fondo Permira assume  il controllo di Valentino Fashion Group nel 2007 con un investimento di 5,3 miliardi di euro che ha consentito l'acquisizione anche del marchio Hugo Boss e delle licenze Mcs Marlboro Classics e Missoni.
Nel 2007 Marzotto subisce un cambio di gestione nell'assetto societario con l'acquisto del pacchetto di maggioranza da parte del Conte Andrea Donà dalle Rose e sorelle (figli della Contessa Italia Marzotto).
Nel 2008 entrano nel gruppo il Lanificio G.B. Conte con il marchio Estethia e viene acquisito il Lanificio Fratelli Tallia di Delfino e il controllo del 100% di Linificio e Canapificio Nazionale.
Anche nel 2009 continua lo sviluppo del gruppo Marzotto: acquisisce il marchio NTB Nuova Tessilbrenta, specializzato nella produzione di abbigliamento di cotone casual e sportivo; stipula anche l'accordo di collaborazione col Gruppo Schneider, importante e riconosciuto attore del settore nell'acquisizione e nella pettinatura di lana e fibre nobili che prevede la realizzazione di una joint venture produttiva per la lavorazione di pettinatura di lane, partecipata da Marzotto al 30%, con sede in un nuovo stabilimento in Egitto. Nell'ottobre 2009 la Marzotto rileva, insieme a Faber Five, società partecipata da Antonio Favrin, il 66,7% della Ratti, una delle più importanti aziende comasche nel mondo della seta, fondata nel 1945 da Antonio Ratti e quotata alla Borsa di Milano dal 1989.
Nel 2012 acquisisce i marchi Redaelli, Girmes, Christof Andreae, Niedieck, tutti specializzati nel velluto. L'acquisizione comprende due stabilimenti nella Repubblica Ceca.
Nel luglio 2018 Davide Favrin, laurea in ingegneria gestionale e figlio di Antonio, lo storico manager e azionista dell'azienda prima come amministratore delegato nel 2002 e poi come presidente dal 2004, è nominato amministratore delegato. Sostituisce Sergio Tamborini, alla guida del gruppo dal 2006.
Nel 2020-2021 entrano a far parte del Gruppo Marzotto Opera Piemontese, marchio specializzato nella realizzazione di pregiati tessuti per la moda donna, e Prosetex, marchio specializzato nella produzione di tessuti jacquard, tessuti piani e velluti per rivestimenti di imbottiti e tendaggi nel segmento premium.

## I marchi
Il gruppo Marzotto (15 stabilimenti nel 2019 di cui dieci in Italia) opera nel settore dei tessuti di lana e di cotone per abbigliamento, nel settore dei filati in lino e nell'arredo casa e, attraverso partecipazioni, nel settore della seta.
Nel settore tessuti è presente con i marchi:
- Marzotto Fabrics
- Guabello
- Marlane
- Estethia / G.B. Conte
- Fratelli Tallia di Delfino
- Opera Piemontese
- Tessuti di Sondrio
- Nuova Tessilbrenta
- Lanerossi - tessile arredo casa

Il settore filati di lino produce attraverso il gruppo Linificio e Canapificio Nazionale s.r.l. Società Benefit, controllato al 100%.
L'attività tessuti di seta è svolta dal gruppo Ratti, azienda quotata alla Borsa di Milano e controllata dalla Capogruppo per il 33%, specializzata nella produzione di tessuti e accessori in seta per la donna, l'uomo e l'arredo casa.

## Cause giudiziarie
La Marlane, azienda tessile del gruppo Marzotto e attiva fino al 2004 a Praia a Mare in provincia di Cosenza, è stata al centro di una causa giudiziaria per l'inquinamento di terreni e acque e per l'avvelenamento degli operai a causa delle procedure adottate per la colorazione dei tessuti e per lo smaltimento dei rifiuti della lavorazione. Nel dicembre 2014 è giunto a sentenza il relativo processo, con l'assoluzione degli imputati poiché il fatto non sussiste.